# Ахматович, Александр
Александр Али Ахматович (пол. Aleksander Achmatowicz; 1 декабря 1865, Османовка, Ошмянский уезд, Виленская губерния, Российская империя — 7 марта 1944, Ченстохова) — польский юрист, политик, государственный деятель, министр юстиции Первого крымского краевого правительства (1918) и Срединной Литвы, сенатор Польской Республики (1928—1930).

## Биография
Представитель польско-литовского татарского княжеского рода герба Ахмат. Сын военного юриста. Отец учёного-химика Османа Ахматовича.
Учился в гимназии в Вильно, где подружился с Брониславом и Юзефом Пилсудскими. Был исключён из гимназии за выступления против правительства.
Окончил курс средней школы в частной гимназии в Санкт-Петербурге (1886). В 1886—1890 годах изучал право в Императорском Варшавском университете.
После окончания университета работал в судебной системе Виленской губернии, с 1909 года — в судебных органах Варшавы. В 1914—1917 годах — заместитель председателя гражданского департамента Правительствующего сената в Санкт-Петербурге и прокурор Кассационного суда Царства Польского.
После революции в России в 1917—1918 годах был председателем Союза татар Польши, Литвы, Белоруссии и Украины. Вице-президент Общества реэмиграции поляков из России (1917—1918).
В 1918 году занял пост министра юстиции Первого крымского краевого правительства М. А. Сулькевича.
После ухода из Крыма осенью 1918 года немецких оккупационных войск прогерманское правительство М. Сулькевича подало в отставку. В 1919 году переехал и поселился в Польше. Инициировал создание татарского кавалерийского полка, состоящего, в основном, из польско-литовских татар, принявшем участие в Киевской операции Войска польского (1920), в котором в 1920 году служили его сыновья.
Был председателем Апелляционного суда приграничных земель, директором отдела юстиции Временной управляющей комиссии Срединной Литвы, председателем Кассационного суда Срединной Литвы, вице-президентом Юридического общества в Вильно. В 1923 году организовал и председательствовал на заседании Всепольского мусульманского конгресса в Вильнюсе. Председатель комиссии по подготовке статута мусульманской конфессии в Польше (1923—1926).
В 1928—1930 годы избирался сенатором II Польской Республики.
Автор ряда работ по гражданскому праву и правовым аспектам Корана.
Умер в 1944 году в Ченстохове. Позже, эксгумирован и похоронен на Мусульманском татарском кладбище в Варшаве.